# Odontostomum hartwegii
Odontostomum hartwegii är en enhjärtbladig växtart som beskrevs av John Torrey. Odontostomum hartwegii ingår i släktet Odontostomum och familjen Tecophilaeaceae. Inga underarter finns listade i Catalogue of Life.

## Bildgalleri

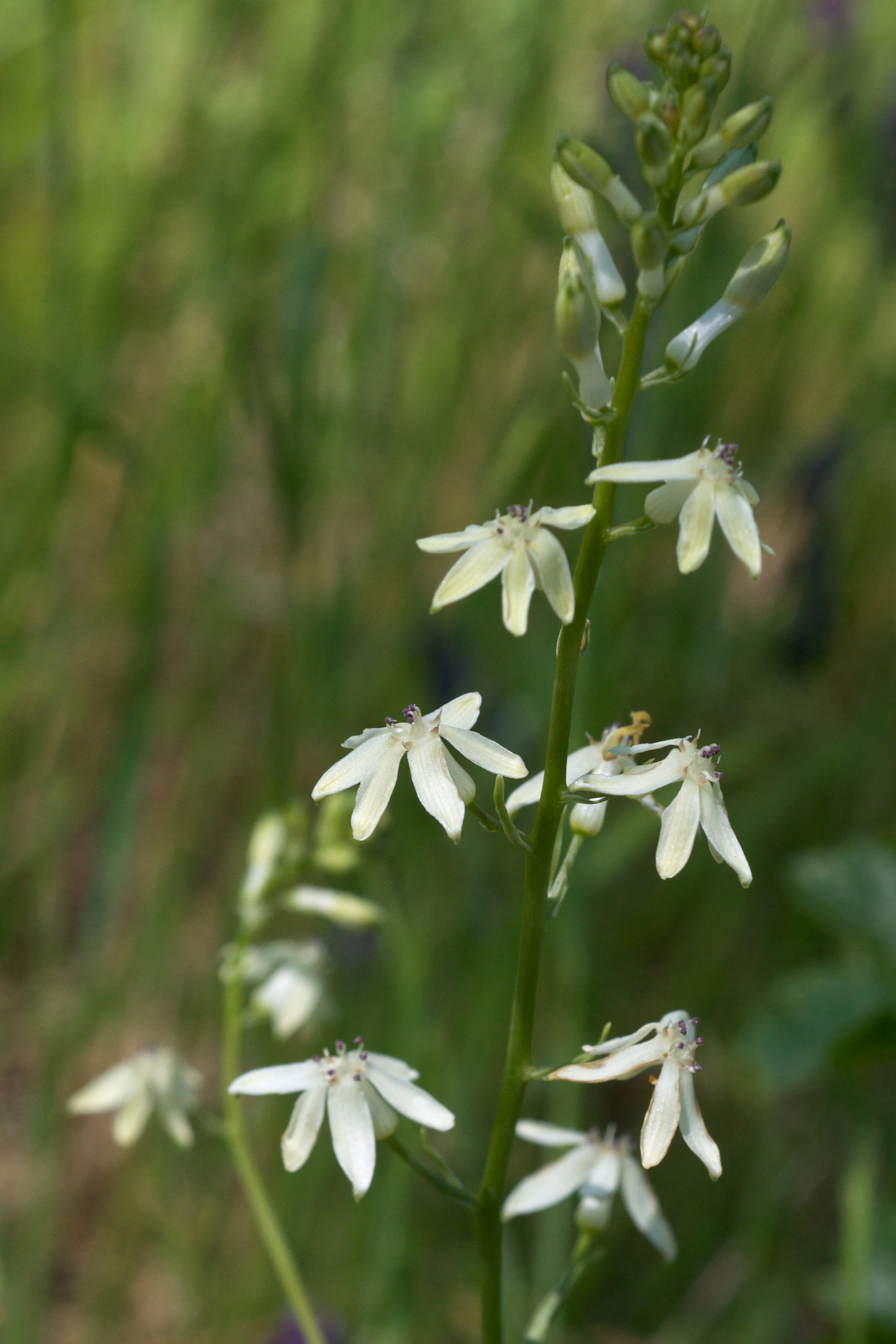